# 兵庫県立神戸北高等学校
兵庫県立神戸北高等学校（ひょうごけんりつこうべきたこうとうがっこう）は、兵庫県神戸市北区にある公立高等学校。略称は北高（きたこう）。
2025年度より兵庫県立神戸甲北高等学校と統合し兵庫県立北神戸総合高等学校（仮称）となることが発表されている。発表は2022年（令和4年）7月14日に兵庫県教育委員会より。11月17日には、旧神戸甲北高の校地に統合校が設置されることが決定した。

## 概観
2年次から2学系(学問系統)より1学系を選択し学ぶ。さらに教養類型を選択であれば文系・理系を、福祉ボランティア類型であれば介護コース・保育コース・生涯スポーツコースをそれぞれ選択する。
- 教養類型
  - 文系
  - 理系
- 福祉ボランティア類型
  - 介護コース
  - 保育コース
  - 生涯スポーツコース

## 沿革
- 1972年（昭和47年）11月16日 - 神戸地区新設高校を神戸市兵庫区唐櫃字野々土（当時）に設置することが決定する。
- 1973年（昭和48年）4月1日 - 神戸市立有野東小学校（開校前）を仮校舎として開校。同時に兵庫県立有馬高等学校淡河分校を統合し淡河校舎とする。
- 1974年（昭和49年）8月5日 - 仮校舎より本校舎に移転。
- 1975年（昭和50年）3月31日 - 淡河校舎閉舎。
- 2010年（平成22年）4月 - 特色選抜の「福祉ボランティア類型」が設置される。
- 2022年（令和4年）7月14日 - 兵庫県立神戸甲北高等学校との統合が発表される[1]。
- 2022年（令和4年）11月17日 - 2025年度に開校する統合校は兵庫県立神戸甲北高等学校の校地を使用することが決定[2]。

## 基礎データ

### 所在地
- 兵庫県神戸市北区唐櫃台二丁目41番1号

### 設置学科
- 全日制課程 普通科

### 通学区域

#### 第1学区
- 神戸市
  - 中央区
  - 灘区
  - 東灘区
  - 兵庫区
  - 長田区
  - 須磨区
  - 垂水区
  - 西区
  - 北区
- 芦屋市
- 淡路市
- 洲本市
- 南あわじ市

#### 隣接学区
- 西宮市
- 三田市
- 三木市

### アクセス
- 神戸電鉄有馬線唐櫃台駅より徒歩5分

### 象徴
- 校訓は「誠実・規律・信愛・実践」である。
- 職員室前にテーブル・イスがあり、昼休みや放課後を利用し、そこで進路相談や自主学習する生徒が多い。
- 教科によって生徒個人の学力にあわせ、少人数授業を実施し、生徒個人の学力の向上を図っている。
- 制服は男女ともにネクタイを使用している。

## 学校行事
- 文化祭
- 体育大会
- 球技大会(前期女バレー男ソフトボール、後期女バスケ男サッカー)
- 校外学習(1年奈良、2年京都、3年大阪)

## 部活動・委員会活動

### 運動部
- 硬式野球部
- バスケットボール部
- ハンドボール部
- サッカー部
- バレーボール部

- 卓球部
- 柔道部
- ソフトテニス部
- 陸上競技部
- 剣道部

### 文化部
- 理科部
- 美術部
- 吹奏楽部
- 茶華道部
- 文芸部
- 軽音楽部
- 書道部
- 写真部

### 委員会
- ボランティア委員会
- 放送委員会
- 学力向上委員会

## 高校関係者と組織

### 高校関係者組織
- 逢友会 - 同窓会組織。
- もみの木会 - PTA役員等のOB会。

### 高校関係者一覧

#### 教職員
- 則定隆男（元教諭、関西学院大学名誉教授）

#### 出身者
- 沼田嘉弘（元競艇選手）
- 草笛雅子（女優、元宝塚歌劇団娘役）
- 吉野夏己（公法学者、岡山大学教授）
- 坊恭寿（第103代神戸市会議長、神戸市会議員）
- 丸尾ユウキ（タレント、放送作家）
- 小倉直寛（声優）

1. ↑  【速報】兵庫県立高校再編、統合対象の１４校を発表　中播磨の２校は継続して検討に
2. ↑  県立高校再編、新校６校の場所は神戸甲北、伊川谷北、西宮北、三木東、姫路南、福崎